# Glynis Johns
Glynis Johns (ur. 5 października 1923 w Pretorii, zm. 4 stycznia 2024 w Los Angeles) – brytyjska aktorka, tancerka, piosenkarka i pianistka. W 1961 była nominowana do Oscara za drugoplanową rolę w filmie Przybysze o zmierzchu (1960; reż. Fred Zinnemann).

## Życiorys
Jest córką brytyjskiego aktora Mervyn Johns i pianistki Alyce Steele. Urodziła się w Republice Południowej Afryki, gdzie akurat przebywali jej rodzice. Już jako dziecko uczęszczała na lekcje tańca, śpiewu i baletu. W 1935, jako 12-latka debiutowała w teatrze, a 3 lata później pojawiła się w filmie. W latach 50. trafiła do Hollywood. Ma na swoim koncie kilkadziesiąt ról filmowych, telewizyjnych jak i teatralnych. Jej najbardziej znaną filmową kreacją pozostaje zapewne rola pani Banks w musicalu Mary Poppins (1964). Równocześnie odnosiła sukcesy teatralne na Broadwayu; w 1973 otrzymała prestiżową nagrodę Tony za rolę Desirée w musicalu A Little Night Music, gdzie wykonywała skomponowaną specjalnie dla niej, przez Stephena Sondheima piosenkę pt. Send in the Clowns. Karierę zakończyła w 1999.

## Życie prywatne
Pierwszym mężem Johns, w latach 1942-48 był brytyjski aktor Anthony Forwood, z którym miała syna Garetha. Po rozwodzie Forwood pozostawał w homoseksualnym związku z aktorem Dirkem Bogardem. Kolejne 3 małżeństwa zawarte przez Glynis Johns również zakończyły się rozwodami.
Jej jedyny syn zmarł w 2007, mając 62 lata.

## Wybrana filmografia
- Zupełnie obcy (1945) jako Dizzy Clayton
- Nie ma autostrad w chmurach (1951) jako Marjorie Corder
- Miecz i róża (1953) jako Maria Tudor
- Nadworny błazen (1955) jako Jean
- W 80 dni dookoła świata (1956) jako towarzyszka usportowionej damy
- Oddać wszystko (1958) jako Mamie
- Inne miejsce (1958) jako Kay Trevor
- Podając rękę diabłu (1959) jako Kitty Brady
- Przybysze o zmierzchu (1960) jako pani Firth
- Raport Chapmana (1962) jako Teresa Harnish
- Mary Poppins (1964) jako Winifred Banks
- Droga Brigitte (1965) jako Vina Leaf
- Pod mlecznym lasem (1972) jako Myfanwy Price
- Vault of Horror (1973) jako Eleanor
- Zelly i ja (1988) jako Co-Co
- Spec (1994) jako Rose Chasseur, matka Lloyda
- Ja cię kocham, a ty śpisz (1995) jako Elsie
- Supergwiazda (1999) jako babcia